# Lydia Sokolova
Lydia Sokolova (Wanstead, Reino Unido; 1896-Sevenoaks, ibídem; 5 de febrero de 1974), con nombre de nacimiento Hilda Tansley Munnings, fue una bailarina británica. Se formó en la Academia de Ballet Stedman y aprendió de celebridades como Anna Pavlova y Enrico Cecchetti.

## Biografía
Nació en 1896 en Wanstead, un suburbio de Londres, como Hilda Tansley Munnings, hija de Frederick Tansley Munnings y la viuda Emma Catherine Gaulton (de soltera Such). Comenzó su carrera en el Teatro Savoy de Londres en 1910 y luego se unió a la compañía de Mijáil Mordkin para una gira por Estados Unidos y a la compañía Koslov para una gira por Europa.
Se unió a los Ballets Rusos de Serguéi Diáguilev en 1913 para convertirse en la primera bailarina inglesa de la compañía. Fue la bailarina principal de la compañía hasta que se disolvió en 1929. El papel más famoso de Sokolova fue el de la doncella elegida en el nuevo montaje realizado por el coreógrafo Léonide Massine de La consagración de la primavera (1920). Obtuvo la aprobación por «lo que generalmente se considera el solo más largo y agotador en la historia de la danza teatral». Otras actuaciones notables incluyen La boutique fantasque (1919), El sombrero de tres picos (1919), Les matelots (1925) y Le Bal (1929). También participó en el estreno en París del ballet El bufón de Serguéi Prokófiev el 17 de mayo de 1921.
Después de la disolución de los Ballets Rusos, Sokolova regresó a Inglaterra para enseñar, instruir, trabajar en coreografías y, ocasionalmente, actuar. Su última actuación fue en 1962 cuando bailó en la actuación del Ballet Real de The Good-humored Ladies con coreografía de Massine.
Sokolova escribió una autobiografía sobre sus años con los Ballets Rusos titulada Dancing for Diaghilev (John Murray, Londres, 1960).
Tuvo una hija, Natasha Kremnev (1917-1968), fruto de su primer matrimonio en 1917 con Nikolái Kremnev. Posteriormente se casó con Léon Wójcikowski, un bailarín durante muchos años en los Ballets Rusos. Cuando murió el 5 de febrero de 1974 en Sevenoaks (Kent, Inglaterra) le sobrevivió su tercer marido, Ronnie Mahon.